# Fontaine-le-Sec
Fontaine-le-Sec är en kommun i departementet Somme i regionen Hauts-de-France i norra Frankrike. Kommunen ligger i kantonen Oisemont som tillhör arrondissementet Abbeville. År 2022 hade Fontaine-le-Sec 142 invånare.

## Befolkningsutveckling
Antalet invånare i kommunen Fontaine-le-Sec
| Referens: INSEE |